# Lama da guardia

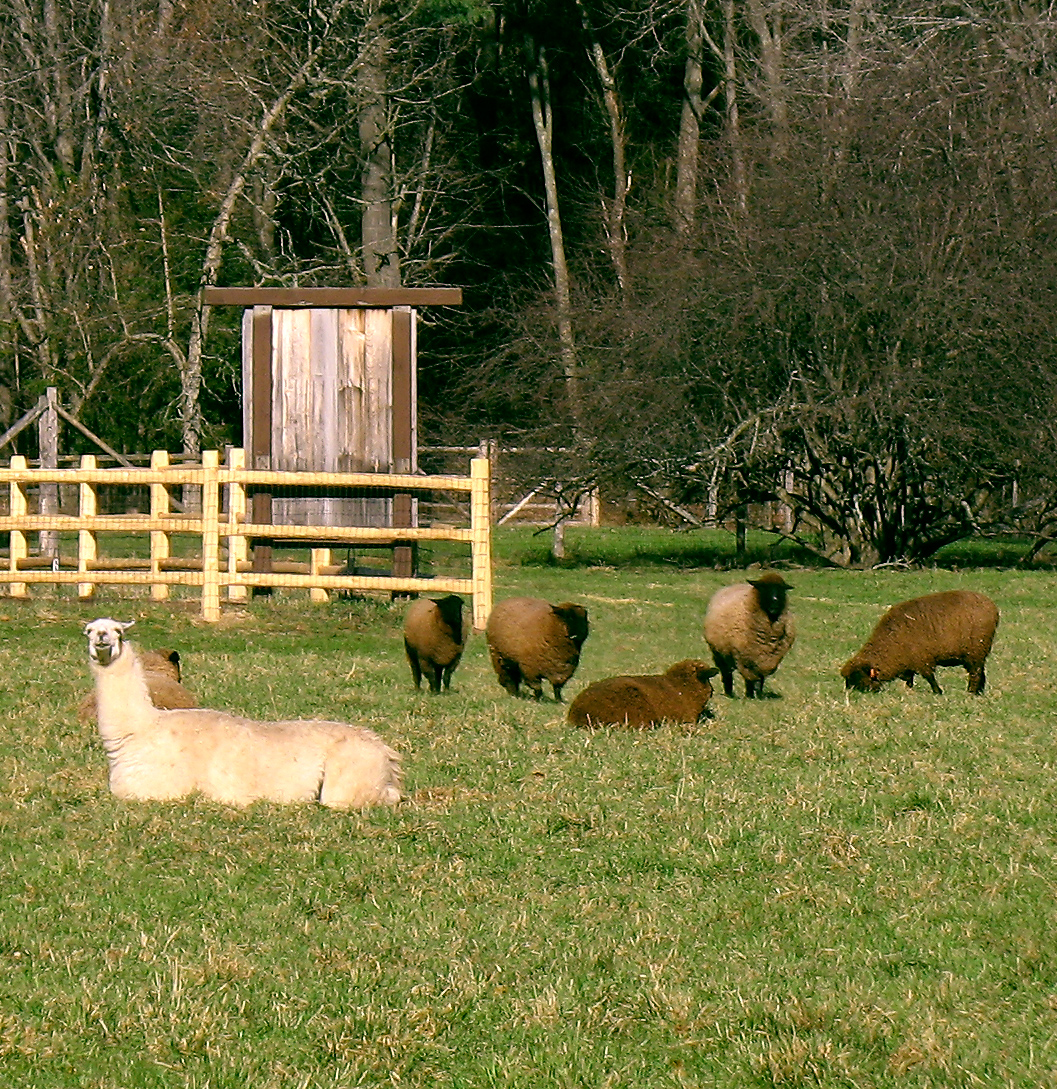
Un lama da guardia sorveglia un gregge di pecore

Si indica con  lama da guardia un lama (oppure un guanaco, un alpaca o un ibrido) impiegato per proteggere greggi di pecore, capre, pollame o altri animali da allevamento dall'attacco di coyote, cani, volpi e altri predatori.
I lama sono animali istintivamente vigili e tengono sotto controllo lo spazio circostante, richiamando l'attenzione con un verso stridente, simile allo stridio di un cardine arrugginito, quando avvistano un predatore. Possono inseguire o caricare l'intruso, anche se non tutti hanno questa reazione, e alcuni possono semplicemente limitarsi a stare da parte e guardare o possono essere spaventati e fuggire, per cui non tutti gli esemplari sono adatti all'impiego come animale da guardia. L'impiego di lama da guardia è comune nei ranch degli Stati Uniti occidentali, dove sono presenti predatori come i coyote.

## Impiego ed efficacia
I lama hanno trovato impiego per la protezione di pecore e capre perché, a differenza di altri animali da guardia come i cani, richiedono un addestramento minimo, si nutrono dello stesso pascolo del bestiame e non richiedono dunque di essere nutriti separatamente, richiedono vaccinazioni, tosatura e cure analoghe al resto del gregge, e sono longevi (20-25 anni), potendo svolgere il ruolo di guardia per 10-15 anni. Anche se i lama possono uccidere i predatori, non sono considerati animali d'attacco. Sono generalmente efficaci contro singoli predatori come volpi, cani o coyote, ma sono indifesi contro interi branchi o contro grandi predatori come orsi, lupi o grandi felini.
Tipicamente per la guardia di un gregge si usa un singolo maschio castrato oppure una femmina. L'uso di maschi non castrati è evitato in quanto sono più aggressivi e possono tentare l'accoppiamento con il bestiame (rischiando di soffocare gli animali) o di inseguire e infastidire i componenti del gregge, mentre questo rischio è molto minore con un castrato e totalmente assente con una femmina. I maschi castrati sono in genere preferiti alle femmine perché sono più grossi e costano meno.
Alcuni lama sembrano legare meglio con il bestiame se vengono introdotti nel gregge prima della nascita degli agnelli, verso i quali sembrano essere piuttosto protettivi. L'uso di più maschi è considerato poco efficace, in quanto gli animali tendono a socializzare tra loro piuttosto che con il bestiame, e possono ignorare il gregge, oppure possono lottare fra loro per contendersi il territorio o il bestiame. Benché le femmine siano meno territoriali dei maschi, sono adatte al ruolo di guardia per via del loro istinto materno, e a differenza dei maschi possono svolgere questo ruolo anche in coppia. Il bestiame stesso potrebbe essere inizialmente spaventato dalla presenza del lama, richiedendo del tempo per abituarsi tenendo l'animale in un recinto separato. Anche altri animali impiegati nei ranch possono creare interazioni indesiderate con il lama: i cavalli sono spaventati dalla sua presenza e in genere richiedono diverse settimane per abituarsi, mentre il lama potrebbe reagire alla presenza di cani da pastore.
La maggior parte delle ricerche condotte sull'uso dei lama come animali da guardia riguardano la custodia delle pecore. Uno studio del 1990 riporta che l'80% degli allevatori che hanno fatto uso di lama li considerano efficaci o molto efficaci, e la perdita di bestiame osservata si riduceva dal 21% al 7% a seguito dell'introduzione di un lama da guardia. In altri studi, in oltre metà dei casi l'introduzione dei lama da guardia eliminava completamente le perdite di bestiame dovute ai predatori, e cani e coyote sono stati feriti e addirittura uccisi dai lama.